# Печатка Юти
Велика печатка штату Юта (англ. Great Seal of the State of Utah) — один з державних символів штату Юта. Була прийнята 3 квітня 1896 року на першій регулярній сесії законодавчих зборів штату. Оригінал був розроблений Гаррі Едвардсом та коштував $ 65.00.

## Опис
Орлан білоголовий, національний птах Сполучених Штатів, символізує протекцію Америки. Стріли в пазурах орла представляють хоробрість у війні. Лілія, квітка штату Юта, означає мир. Державний девіз «промисловість» символізують важку роботу заради руху вперед. У центрі розташований вулик — традиційний мормонський символ. Перехрещені прапори Союзу показують вірність штату Юта Сполученим Штатам. Назва штату розташована під вуликом. Дата 1847 означає рік, коли Бригам Янґ привів перших мормонів на територію Юти. 1896 означає рік, що Юта вступила в США як штат. Золоте коло навколо печатки являє непорушний порядок. Щит під орланом символізує захист.